# Scotina palliardii
Espèce
Synonymes
- Liocranum palliardii L. Koch, 1881
- Apostenus bertkaui Bösenberg, 1899
- Agroeca diversa O. Pickard-Cambridge, 1913

Scotina palliardii est une espèce d'araignées aranéomorphes de la famille des Liocranidae.

## Distribution
Cette espèce se rencontre en Europe, en Russie et en Corée du Sud.

## Description
Les mâles mesurent de 2 à 2,8 mm et les femelles de 2,4 à 3,2 mm.

## Étymologie
Cette espèce est nommée en l'honneur d'Anton Alois Palliardi.

## Publication originale
- L. Koch, 1881 : Beschreibungen neuer von Herrn Dr Zimmermann bei Niesky in der Oberlausitz endeckter Arachniden. Abhandlungen der Naturforschenden Gesellschaft Görlitz, vol. 17, p. 41-71.